# Obična tisa
Obična tisa (šumska tisa, europska tisa, žvetuljina, lat. Taxus baccata) je biljna vrsta iz porodice Taxaceae. Bobičasta je ploda i tamnozelenih iglica. Za drvo tise je potrebno naglasiti na njenu izvanrednu tvrdoću i žilavost kao i izuzetnu otpornost na truljenje. Tisa nije podložna napadima kukaca, bilo u uspravnom ili srušenom položaju, tako da ni nakon 20 godina ne pokazuje znakove truljenja, pa po svojim karakteristikama može lako mijenjati ebanovinu. Na području Gorskog kotara otkrivena je 1999. godine tisa stara preko 2000 godina (vidi)
Raste kao crnogorični grm ili kao nisko drvo, ali isto zna narasti do 15 metara visine, a deblo dosegne i preko 1 metra u promjeru.
Raste na osojnim (sjenovitim) mjestima, radi čega ju nalazimo u pojasu bukovih i bukovo-jelovih šuma, ali nije neobično i da tisa naraste i na prisojnim (osunčanim) mjestima.
Svi dijelovi tise, naročito iglice, su joj IZRAZITO OTROVNE.
Jestiva je ovojnica ploda, ali treba dobro paziti da se ne pojede koji djelić sjemenke, koja je IZRAZITO OTROVNA.
Zbog ljepote, tisu se uzgaja i u gradskim parkovima.
U Republici Hrvatskoj je zaštićena zakonom.
Tisin životni vijek nerijetko biva i tisuću godina. 

## Opis
Obična tisa (Taxus baccata) je široko rasprostranjena vrsta tise koju raste na području Europe, zapadne Azije i sjeverozapadne Afrike. Krošnja je široka zaobljena ili konična, grane veoma duge. Kora grana i debla je crveno-smeđa i u starijoj dobi ljušti se u manjim listovima. Iglice su češljasto raspoređene, duge do 3 cm i široke 2-2,5 mm, tamnozelene, s jasnim srednjim grebenom, a odozdo s obje strane srednjeg grebena imaju po jednu svjetliju zelenu prugu. Cvjetovi su dvodomni, muški se nalaze u glavičastim cvatovima, a ženski pojedinačno. Sjeme je koštuničasto do 6 mm dugo, djelomično ovijeno u mesnti crveni rjeđe žuti ovoj zvani Arilus ili lažna koštunica. Sjeme tise dozrijeva u istoj godini, klije s dvije supke, iglice, kora i sjemenke su otrovni sadrže otrov taksin.
Tisa je crnogorično do 15 m visoko drvo ili veći grm, ne razgranjuje se pršljenasto, a grane su joj jače otklonjene.
Tisa raste polako i podnosi vrlo mnogo zasjene.

### Upotreba
Zbog fine teksture, kvalitetnog i lako obradivog drva vrlo je cjenjena u stolarstvu.[nedostaje izvor]

## Vanjske poveznice
- Tisa: Gorski kotar

- Tisa sa zrelim i nezrelim bobicama
- T. baccata, sjemenke